# Quận Kane, Utah
Quận Kane là một quận thuộc tiểu bang Utah, Hoa Kỳ. Quận lỵ đóng ở Kanab6. Quận được đặt tên theo Thomas L. Kane. Dân số theo điều tra năm 2010 của Cục điều tra dân số Hoa Kỳ là 7125 người.

## Địa lý
Theo Cục điều tra dân số Hoa Kỳ, quận này có diện tích 10640 km2, trong đó có 310 km2 là diện tích mặt nước.